# Crawlerway

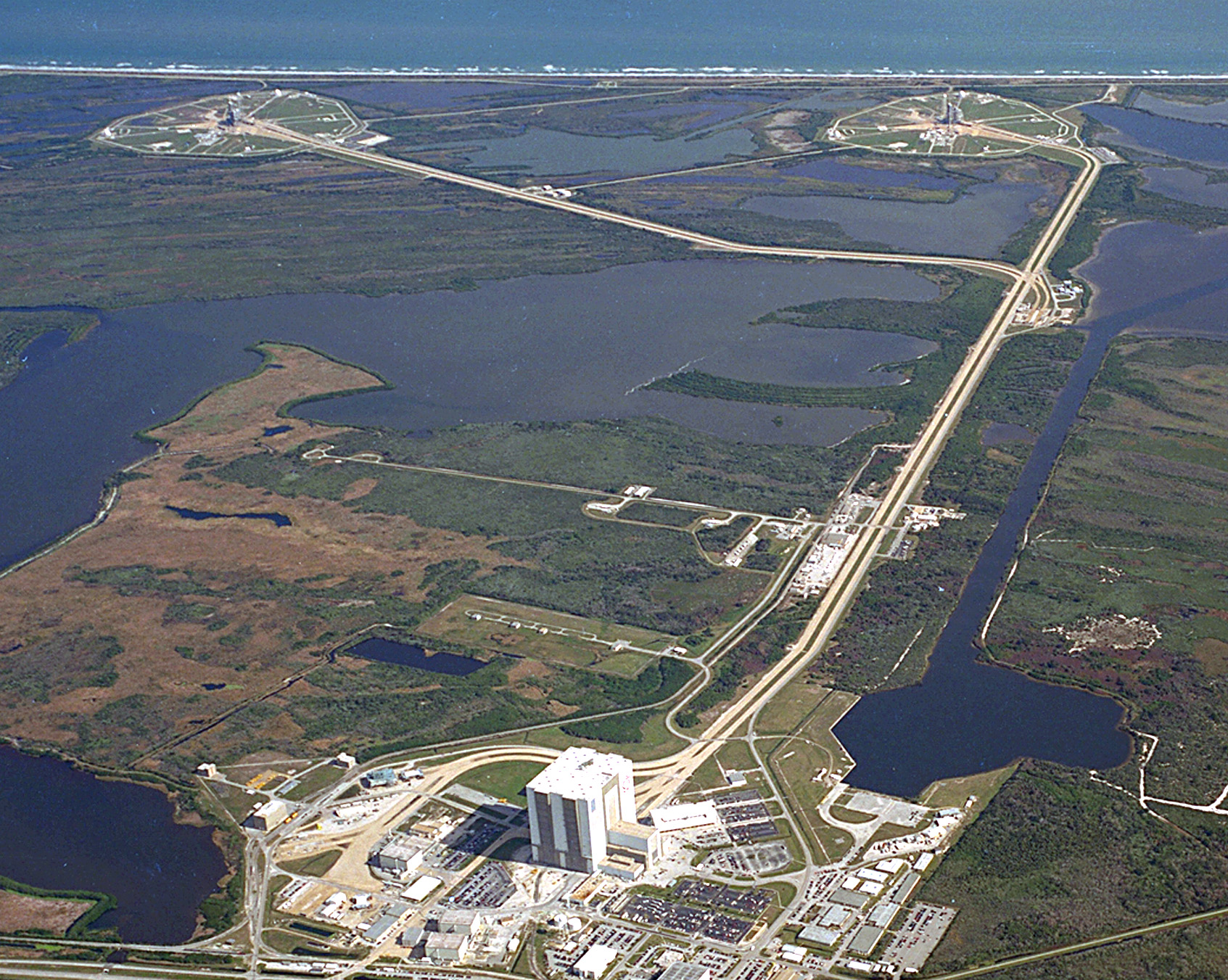
Le complexe de lancement 39 avec la Crawlerway reliant le Vehicle Assembly Building (VAB) et les deux aires de lancement 39A et 39B.

La Crawlerway est une double voie de 40 mètres de large et d'un peu moins de 7 kilomètres au centre spatial Kennedy, en Floride, entre le Vehicle Assembly Building (VAB) et les deux aires de lancement du complexe de lancement 39 (39A et 39B).
La voie est récouverte d'une couche d'asphalte, elle-même récouvrant un lit de pierres en roches du Tennessee.
La Crawlerway a été conçue lors du programme Apollo pour supporter le poids d'une fusée Saturn V et de sa charge utile, ainsi que sa tour de lancement et sa Mobile Launcher Platform (MLP), portés par un engin de transport crawler — qui lui donne son nom —, soit 8 165 tonnes. Elle a été utilisée également de 1981 à 2011 pour transporter les navettes spatiales plus légères vers leurs aires de lancement.
La construction de la Crawlerway relie Merritt Island au continent, formant donc une péninsule.
La Crawlerway est inscrite au registre national des lieux historiques depuis le 31 janvier 2000.

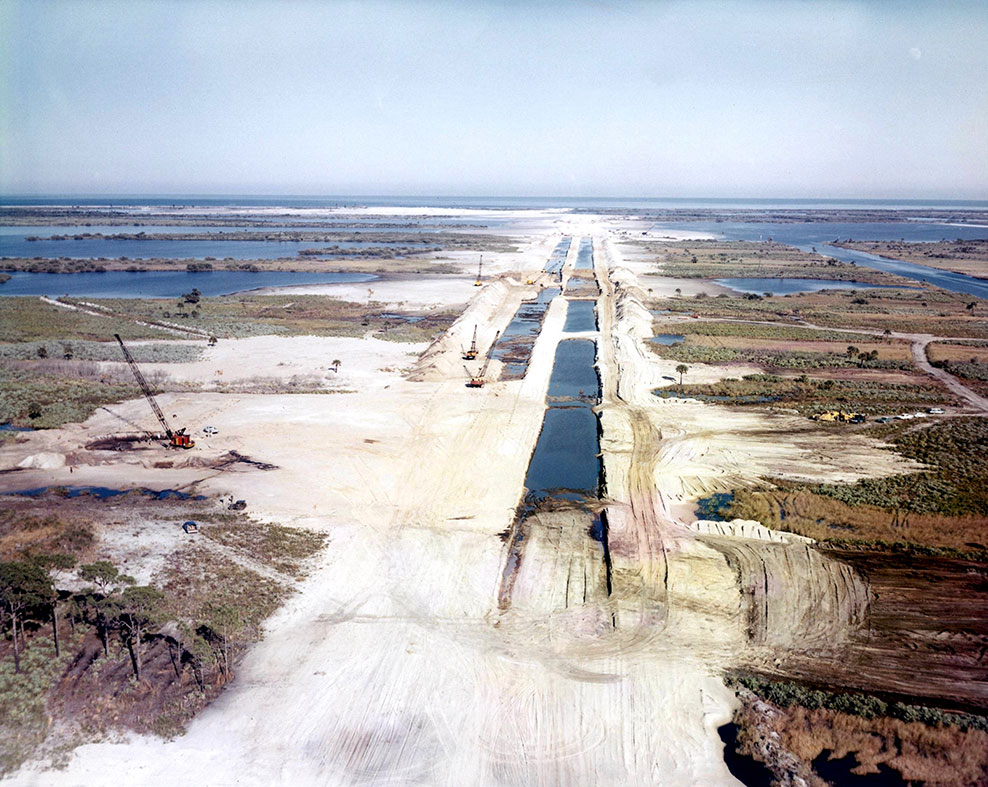
La Crawlerway en construction en décembre 1963.
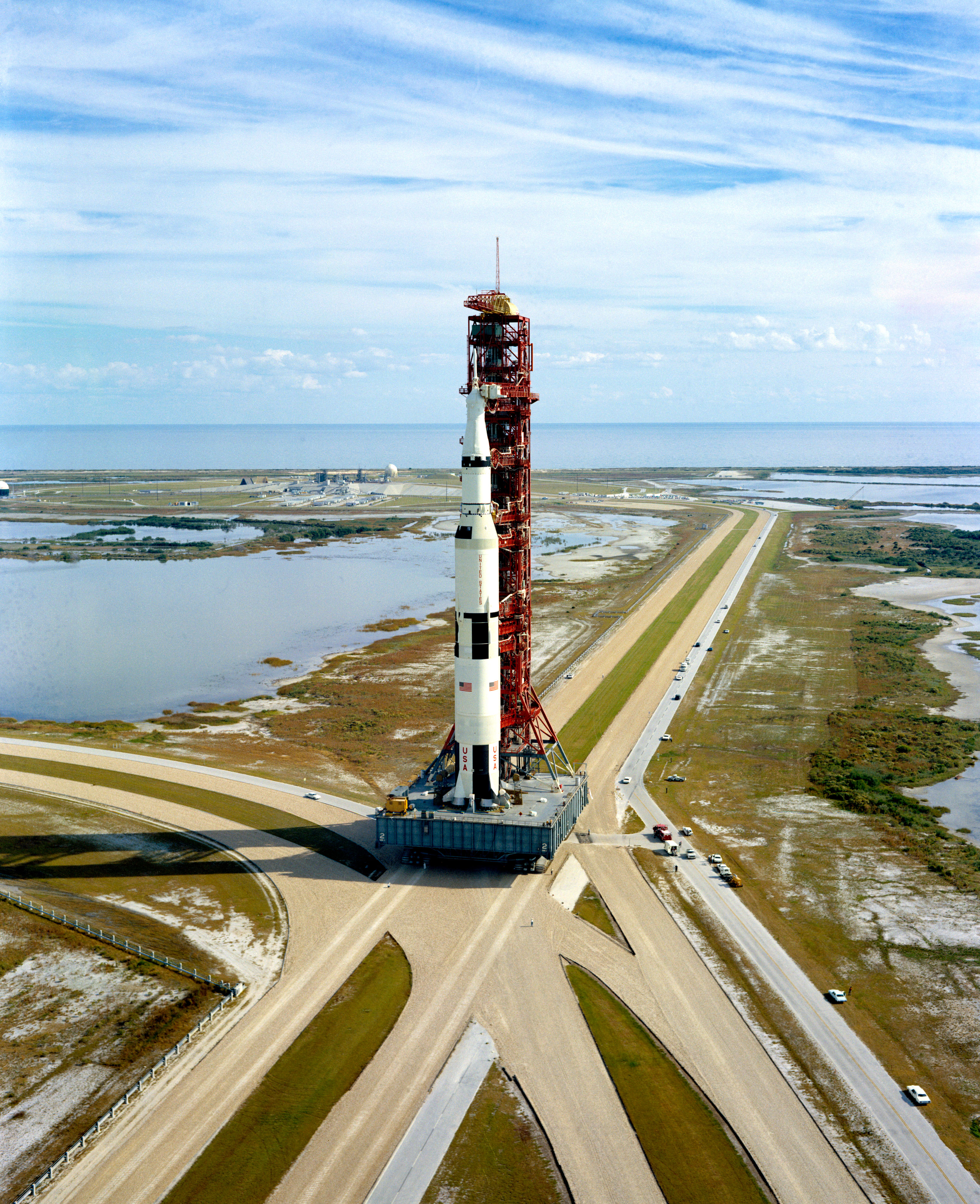
La fusée de la mission Apollo 14 en route pour l'aire de lancement 39A en novembre 1970.
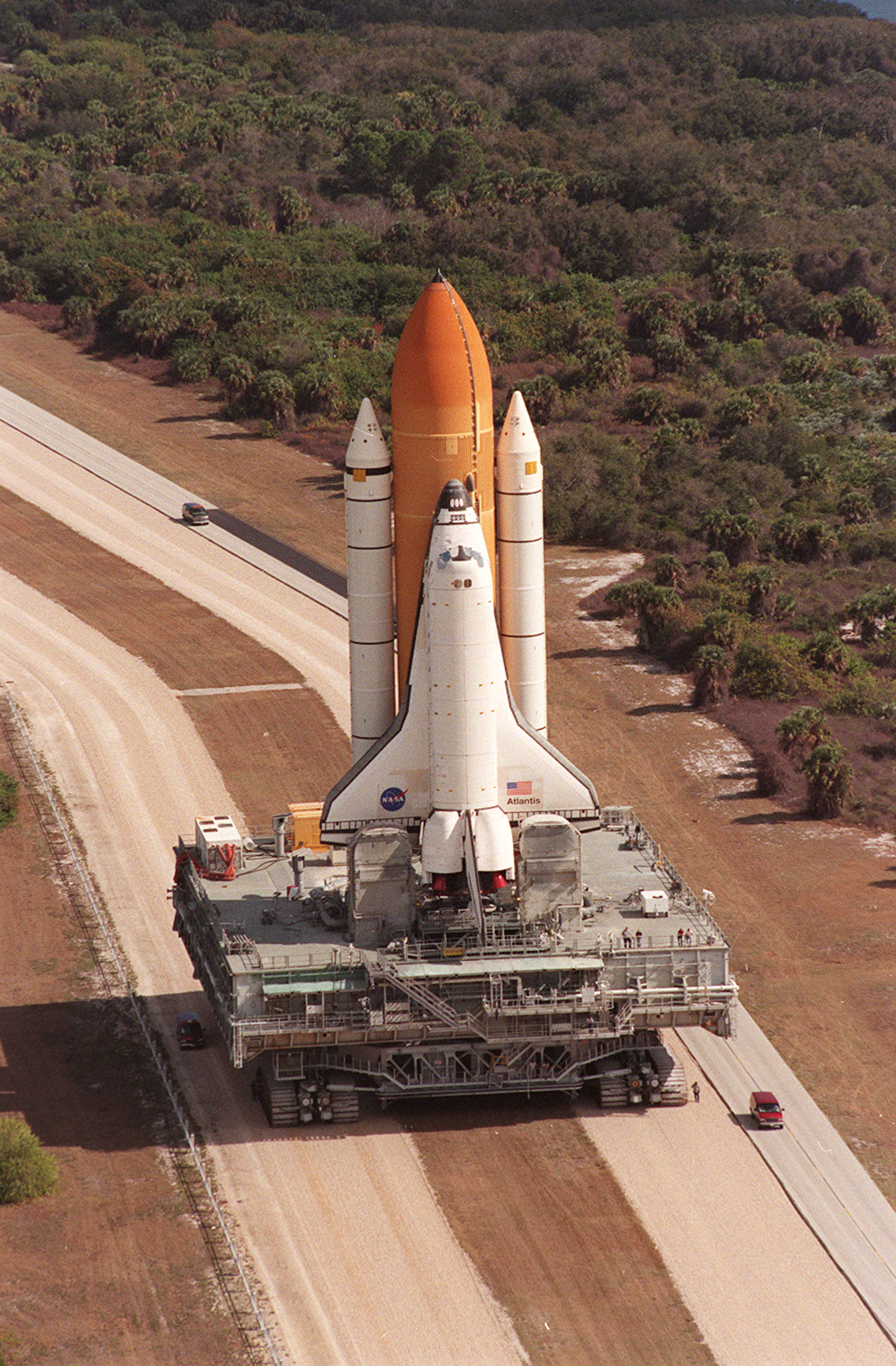
La navette de la mission STS-98 retournant au VAB en janvier 2001.
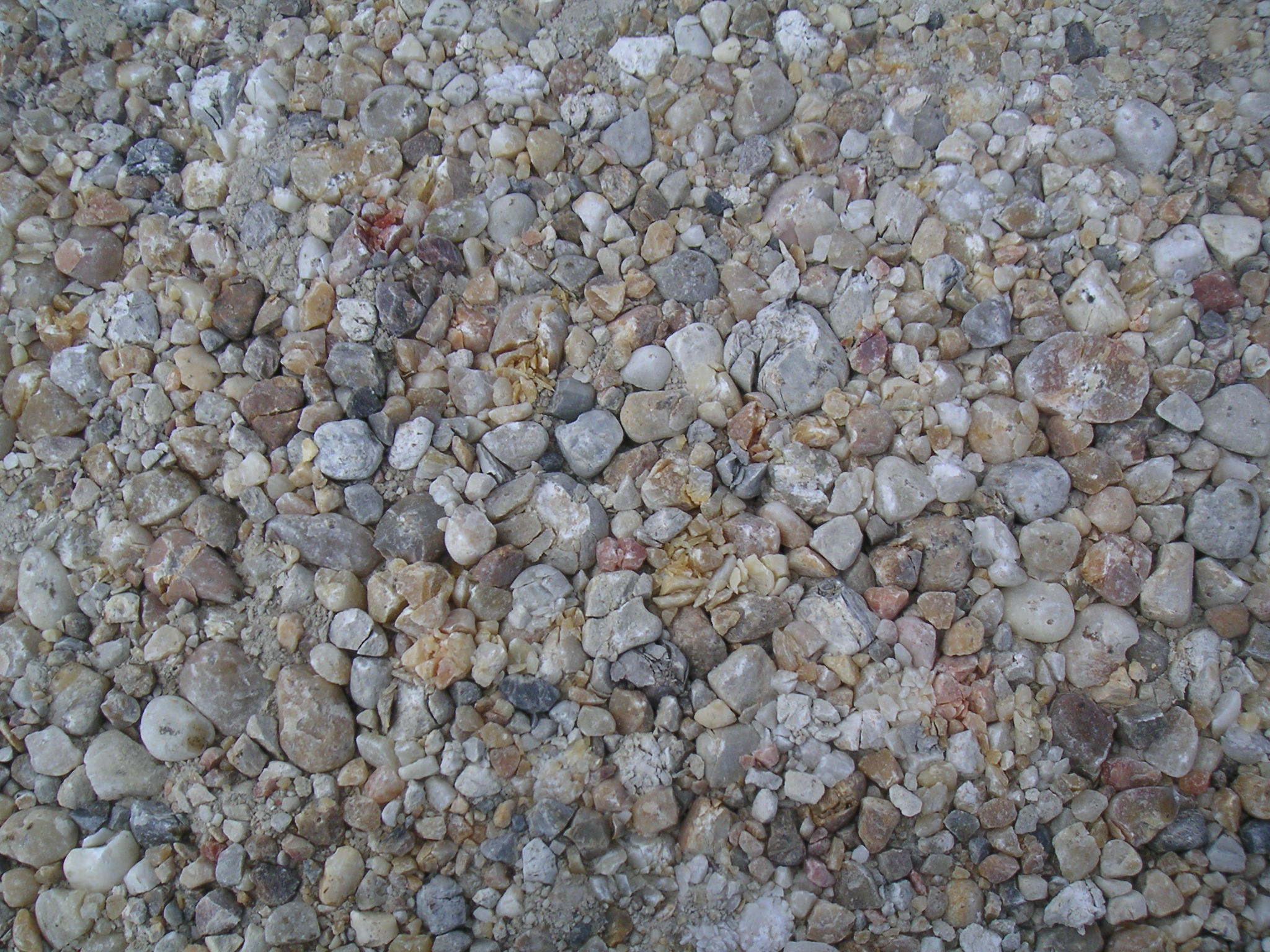
Matériaux utilisés sur la Crawlerway en avril 2005, écrasés par les nombreux passages.